# Согин Шорс
Согин Шорс (енгл. Saugeen Shores) је градић у Канади у покрајини Онтарио. Према резултатима пописа 2011. у граду је живело 12.661 становника.

## Становништво
Према резултатима пописа становништва из 2011. у граду је живело 12.661 становника, што је за 8,0% више у односу на попис из 2006. када је регистровано 11.720 житеља.
| 2006.  | 2011.  |
| ------ | ------ |
| 11.720 | 12.661 |